# Teaterlogen
Teaterlogen (franska: La Loge) är en oljemålning av den franske konstnären Auguste Renoir från 1874. Den ingår i Courtauld Institute of Arts samlingar i London sedan 1948. 
Som modeller har Renoirs bror Edmond och Nini Lopez, känd som tête de poisson (fiskansikte), suttit. Målningen ställdes ut på den första impressionistutställningen 1874.
Teatern och det moderna och mondäna livet ("la vie moderne") i det samtida Paris under 1800-talets andra hälft var ett populärt motiv som impressionisterna ofta målade. Framför allt Edgar Degas förknippas med balett- och teatermotiv. Även amerikanskan Mary Cassatt skildrade liknande motiv, till exempel i Kvinna med pärlhalsband i en teaterloge.